# Куба
Куба, званично Република Куба (шп. República de Cuba), држава је и архипелаг у северним Карибима који се налази између Карипског мора, Мексичког залива и Атлантског океана. Куба је највеће острво на Карибима, а са више од 11 милиона становника је друга после Хиспаниоле, мада са мањом густином становништва од већине држава у региону. Државу чине главно острво Куба, острво Исла де Хувентуд и неколико архипелага. Главни и највећи град је Хавана, а остали већи градови су Сантијаго де Куба, Камагвеј, Олгин, Санта Клара и Гвантанамо. Северно од Кубе се налазе САД и Бахами, на западу Мексико, на југу Кајманска острва и Јамајка, а на југоистоку Хаити.
Острво Кубу су насељавала разна мезоамеричка племена пре искрцавања истраживача Кристифора Колумба 1492. који ју је присвојио у име Краљевине Шпаније. Куба је остала шпанска колонија све до Шпанско-америчког рата 1898, када су њоме кратко управљале САД све до стицања номиналне независности 1902. Крхка република је прошла кроз период друштвене нестабилности, и упркос покушајима да се ојача њен демократски систем, Куба је 1952. потпала под диктатуру бившег председника Фулгенсија Батисте. Све већи немири и нестабилност довели су до Батистиног збацивања јануара 1959. од стране Покрета 26. јул, који је после тога успоставио социјалистичку владу под вођством Фидела Кастра. Од 1965. Куба је једнопартијска држава којом управа Комунистичка партија Кубе.
Куба је вишенационална држава, а њен народ, култура и обичаји су разноликог порекла, од домородачких народа Таино и Сибони, дугог периода шпанског колонијализма, довођења афричких робова, блискости са Совјетским Савезом током Хладног рата и близине САД. Куба се рангира високо по степену здравствене заштите и образовања, са веома високом показатељем хуманог развоја.

## Историја

### Куба пре Колумба
Пре доласка Кристифора Колумба, територију данашње Кубе насељавало је око 150.000 људи. Били су припадници једног од три индијанска племена: Таино, Гванахатабе и Сибони.
Најмање бројни су били припадници племена Гванахатабе. Први су населили Кубу. Нису градили куће; живели су у пећинама. Бавили су се углавном ловом и риболовом. Били су примитивни у односу на остала племена и у њима су изазивали страх. С обзиром да су насељавали крајњи запад острва, касније су ретко долазили у контакт са Шпанцима.
Сибони су на острво стигли из Јужне Америке. Део су племена Аравак. Поред лова и риболова су се бавили и пољопривредом. Многи су се касније придружили Таино племену као слуге.
Најбројнији народ на Куби био је Таино. Они су се на острво проширили из осталих делова Антила. Живели су на источном и централном делу Кубе. Градили су мале, дрвене колибе округлог или правоугаоног облика, данас познате као боио (шп. bohío). Израђивали су намештај. Узгајали су многе биљне врсте: прерађивали корен јуке и правили касава хлеб. Користили су дуван у религијским обредима.

### Шпанска колонизација (1492—1868)
Колумбо је Кубу први пут уочио 27. октобра 1492. На тло североисточне Кубе, Шпанци су крочили наредног дана. Колумбо је пространства Кубе описао као „најлепшу земљу коју су људске очи икад виделе”. Домороци су Европљане дочекали срдачно и пријатељски, могуће мислећи да су се сусрели са божанским народом.
Прво право шпанско насеље у Карибима успостављено је око 1498. и то на острву Хиспаниола. Тако је настао данашњи град и лука Санто Доминго. Одатле је планирано будуће освајање читаве Кубе које се није догодило све до 1511. Тада је шпански конкистадор Дијего Веласкез де Куељар започео експедицију ширења на Кубу. Повео је преко стотину људи и основао прво стално шпанско насеље на територији данашње Кубе код Баракое.  Шпанци тада нису наишли на гостопримство староседелаца. Јак отпор индијанских племена водио је Атуеј, Таино поглавица пореклом са Хиспаниоле. Одатле је пребегао након великог покоља 1503. године који су Шпанци извршили над домородачким становништвом. Ипак, недовољна ратна обученост Таино народа је пресудила у борби. Предали су се и повукли у планине изнад Баракое. Атуеј је убрзо пронађен. Суђено му је, те је спаљен 1512. године.
Отпор против шпанских освајача је ослабио након Атуејеве смрти, али није потпуно престао.  Припадници домородачких народа су и даље саботирали продирање Шпанаца у унутрашњост острва. Поједини конкистадори су на то одговарали пљачкањем села и силовањем жена. Веласкез се није зауставио и у наредних неколико година је успоставио још насеља широм Кубе, међу којима је и данашњи главни град Хаванa, настала 1514. На југу острва изградио је луку Сантијаго која је постала седиште шпанске колоније на Куби.
У наредних неколико деценија домородачко становништво је практично истребљено. На територији Кубе остало је свега око пет хиљада староседелаца. Најчешће наведен узрок њиховог нестанка је терор који су шпански колонизатори спроводили над локалним становништвом. Честа су била масовна убијања и масакри широм острва. Опис зверстава Дијега Веласкеза и његових пратилаца навео је у својим сведочанствима Бартоломео де лас Касас, шпански писац и доминикански фратар из тог времена. Био је присутан приликом многих злочина над домородачким народом, те је та искуства забележио у свом делу Кратак извештај о уништењу Индија (шп. Brevísima relación de la destrucción de las Indias) из 1552. године. Објаснио је да „не постоји језик који би могао свету да опише ужасна дела Дијега Веласкеза и његових људи”. У једном од извештаја, Де лас Касас је поменуо случај масакра 2.500 људи у једном индијанском селу. Када су дочекали госте из Шпаније, староседеоци су им понудили одмор и храну. Након што су јели, Шпанци су брутално масакрирали своје домаћине.
Поред тога, велики број жртава однеле су епидемије заразних болести. Народи са подручја Америке нису имали развијен имунитет за болести које су Шпанци пренели из Европе. Најзаступљенија оболења тада су биле велике и мале богиње, грип и остале болести респираторног система. Верује се да су мале богиње биле узрок смрти око две трећине укупног индијанског становништва током 1529. године.
Експлоатација Кубе за Шпанце се у почетку заснивала на проналажењу злата.  Међутим, како је време одмицало, конкистадорима је постало јасно да ће главни значај Кубе бити у пољопривреди, и то првенствено у узгоју кафе, дувана, а касније и у извозу шећера.  Да би се одржала радно интензивна привреда на плантажама шећерне трске, на Кубу су доведене десетине хиљада афричких робова. Бројнији и спремнији за захтеван физички рад, робови из Африке били су далеко боља опција у односу на староседеоце.  Први робови су стигли још са конкистадорима, на самом почетку освајања Кубе. Њихов број се наставио повећавати кроз деценије, да би крајем 16. века чинили скоро половину читавог кубанског становништва. Процењено је да је до 1867. године на Кубу доведено скоро 800.000 робова из Африке. Ропство на Куби је укинуто тек 1886. године.
Средином 18. века, Шпанско краљевство је учествовало у Седмогодишњем рату. Иако се сукоб одвијао углавном у Европи, последице су се осетиле и у Новом свету. Шпанци су у рат ушли почетком 1762. године и то као подршка Французима у борби против Британске империје. Реакција Британаца била је заузимање француских и шпанских колонија у Карибима. Средином 1762. године, Британци су заузели Хавану. Тако је најважнија шпанска лука у Карипском мору пала под британску власт. Утицај нове власти био је значајно изражен, али краткотрајан, с обзиром да је већ годину дана касније потписан Париски мир. Тако се окончао Седмогодишњи рат; Британској империји је припала Флорида, а Куба је поново постала део Шпанског краљевства.

### Борба за независност (1868—1902)
Жеља за ослобођењем Кубе од шпанске власти прво се јавила код креолских власника плантажа шећера на истоку острва. Основни разлог за њихово незадовољство били су неодговорна управа, недостатак социјалних и политичких реформи и изузетно високи порези. Зато је 10. октобра 1868. у граду Бајамо започета борба за независност Кубе. Побуњенике је предводио имућни кубански власник плантаже и адвокат, Карлос Мануел де Сеспедес. Иако је рођен на Куби, школовао се у Шпанији. На Кубу се вратио 1844. године, надахнут успесима Француске револуције. Он је тог дана ослободио своје робове са плантаже Ла Демахагва (шп. La Demajagua) и позвао их да му се придруже у преузимању власти. Прогласио је независност колоније. Овај догађај познат је под именом Узвик Јаре (шп. Grito de Yara) и означава почетак Десетогодишњег или Великог рата (шп. Guerra Grande).
Десет дана касније, Бајамо је освојен. Тада је настала и песма која ће касније постати химна Кубе, Ла Бајамеса (шп. La Bayamesa). До краја месеца октобра исте године, Сеспедес је око себе окупио око 12.000 људи. Значајан део те војске чинили су ветерани из Доминиканске Републике и ослобођени кинески робови. Побуњеници су великом брзином освојили провинцију Оријенте. Борбе у Великом рату углавном су вођене између креола, који су рођени на Куби и такозваних пенинсулареса - Шпанаца који су рођени у Шпанији, а живе у Новом свету. Ширење револуције према западу острва није било нарочито ефикасно, али је било богатих земљопоседника који су помагали идеје са истока. Сеспедесова војска је избегавала директан контакт са Шпанцима, првенствено због слабог наоружања и сиромашног ратног искуства. Рат је протицао споро, годину за годином. Ни побуњеници, ни Шпанци нису успевали да ситуацију окрену у своју корист. Шпанци су донекле били задовољни чињеницом да је револуција ограничена на источни део Кубе. Томе је допринела одлука о постављању одбрамбене линије преко централног дела острва, али и недовољно интересовање на западу. Све чешће се указивало на неуспехе Сеспедеса, па је смењен 1873. Годину дана касније, убијен је у шпанској заседи у Оријентеу. Све мање високих официра је било активно у борби против шпанске власти. У фебруару 1878, постугинут је Пакт у Занхону, који је најавио крај сукоба. Предлог о примирју донео је шпански генерал Арсенио Мартинез Кампос. Кубанцима је обећана амнестија, увођене политичких реформи и ослобођење робова који су ратовали у корист револуције. Десетогодишњи рат је званично окончан 28. маја 1878.
Већ 1879. године дошло је до нових побуна. Организовао их је Каликсто Гарсија, један од револуционара који нису потписали Уговор у Занхону. Гарсија је своје акције планирао у Њујорку, непосредно након завршетка Великог рата. Сукоб који је настао као последица тих акција трајао је свега годину дана и познат је по називу Мали рат (шп. Guerra Chiquita). Разочарани и исцрпљени од недавно окончаног десетогодишњет ратовања, Кубанци се нису одазвали и рат је завршен убедљивом победом Шпанаца.
Након новог неуспеха, постало је јасно да Кубанци нису у стању да се сами ослободе колонијалне власти. Насупрот себе су имали озбиљног и дисциплинованог противника. Шпанци нису испуњавали своја обећања, али су вешто одржавали контролу на острву. Обале су биле пажљиво чуване, тако да спољашња помоћ за побуњенике није била могућа. Једино решење за оне жељне самосталности било је изазивање међународне ситуације која би тренутну власт довела у незгодан положај. Ни десет година које су уследиле нису довеле до промена.
Компликовану политичку ситуацију у Карибима, дуго су пратиле Сједињене Америчке Државе. Они су себе сматрали господарима америчког континента и вођени Монроовом доктрином, противили су се европским освајањима Западне хемисфере. На њихову реакцију на Куби се чекало дуго; надали су се да ће им Шпанци продати острво, па нису желели да оспоре колонијалну власт. Американци су након Десетогодишњег рата направили велика улагања у кубанску индустрију шећера. Шпанци су одржавали политичку власт, али економију Кубе су контролисале САД. Извоз шећера према САД био је вишеструко већи у односу на извоз у матичну државу.
Многи утицајни Кубанци су крајем 19. века предлагали идеју припајања Кубе Сједињеним Америчким Државама. Један од главних противника те идеје био је писац и новинар Хосе Марти.  Његов циљ била је самостална Куба. Марти је револуцију подржавао још као младић. Са шеснаест година је писао чланке у којима је фаворизовао побуњенике током Десетогодишњег рата. Тада је осуђен на шест година затвора, након чега је одлучио да се школује у Шпанији. Студирао је филозофију и право. Вратио се на Кубу након помиловања из Пакта у Занхону. Помагао је и Каликста Гарсију за време Малог рата 1879. Након новог протеривања са острва, одлучио је да из Шпаније оде у Њујорк, где је било седиште Револуционарног покрета Кубе. Тамо је провео наредних петнаест година. Хосе Марти је кроз боравак у Њујорку планирао деловања за коначно ослобођење Кубе. Повезао се са многим преживелим учесницима Десетогодишњег рата, међу којима се истичу генерали Максимо Гомез и Хосе Антонио Масео. Марти и Гомез су крајем марта 1894. у Доминиканској Републици креирали Манифест из Монтекристија (шп. Manifiesto de Montecristi), документ у којем су наведени разлози за нови рат против шпанске власти на Куби.
Рат за независност Кубе (шп. Guerra de Independencia cubana) или Неопходни рат започет је 24. фебруара 1895. године. Трајао је скоро четири године. Хосе Марти је убијен у борби у мају 1895. Побуњеници су се још једном сукобили са далеко бројнијим противником, тако да су прибегавали герилском ратовању и саботажама. Шпанци су кубанско становништво у руралним пределима изоловали и ограђивали. Била је то стратегија шпанског генерала Валеријана Вејлера. Циљ такозване реконцентрације био је одвајање цивила од побуњеника. Изоловани цивили живели су у изузетно лошим условима. Велики број Кубанаца је страдао од глади и болести. Организација ових јединица сматра се прототипом концентрационих логора из 20. века. Уследили су протести и осуде, како из европских држава, тако и из САД. Потапање америчког ратног брода Мејн 15. фебруара 1898. код Хаване, довело је до званичног укључивања САД у рат против Шпаније. Тако је почео Шпанско-амерички рат, који је трајао више од три месеца. Рат је завршен Миром у Паризу 1898. Резултат је био не само пораз Шпаније од САД, него и њено коначно повлачење са Кубе.

### Република Куба (1902—1959)
САД су по склопљеном споразуму са Шпанијом окупирале острво и одржавале војну контролу до 1902. У подне 20. маја 1902. године, проглашена је Република Куба. Америчке корпорације су започеле нова велика улагања у кубанску индустрију шећера. Половина читавог произведеног шећера на Куби била је у власништву америчких инвеститора после прве две деценије двадесетог века. Осим тога, острво је остало под војном и политичком контролом САД; такозваним Платовим амандманом, САД су задржале право да интервенишу у циљу заштите својих националних интереса. Остатак ових посебних војних права САД на Куби је војна база у Заливу Гвантанамо, која од 2000. служи као затвор за заробљенике из рата у Авганистану и Ираку.
Први председник Републике Кубе био је Томас Естрада Палма. Нерегуларности у току избора 1906. довеле су до револта његових противника. У циљу избегавања нових немира и сукоба, САД су поново окупирале острво од 1906. до 1909, позивајући се на Платов амандман из 1901. Тадашњи председник САД, Теодор Рузвелт је за гувернера Кубе изабрао америчког бизнисмена Чарлса Магуна, кога кубански историчари сматрају зачетником корупције на Куби. Задовољавајућа стабилност је постигнута 1908, када је за другог председника проглашен Хосе Мигел Гомес. Окупација острва могла је да се приведе крају, али утицај САД се наставио и у наредним годинама.
1924. године је за председника државе изгласан Херардо Мачадо. Иако је било предвиђено да његов мандат траје четири године, Мачадо је променом Устава одредио мандат од шест година, те се поново прогласио за председника 1928. Глобални економски колапс из 1929, значајан пад цена шећера и политичка нестабилност довели су до све чешћих демонстрација против тадашње власти. Ови протести, које су предводили студенти познатији под називом Генерација 1930, бивали су све озбиљнији и насилнији. Под великим притиском незадовољног кубанског народа, Херардо Мачадо је био приморан да напусти Кубу 1933. На његово место дошао је Карлос Мануел де Сеспедес Кесада, чији је отац 1868. започео борбу за независност Кубе. Његова владавина није трајала дуго, будући да је свргнут у току Кубанске револуције 1933. Револоцију је водио кубански војни официр, Фулхенсио Батиста. Резултат овог пуча је било оснивање такозване Пентархије из 1933, чији су чланови били противници Херарда Мачада. Један од њих, Рамон Грау Сан Мартин, постао је нови председник државе. Револуција из 1933. представља почетак снажног утицаја Фулхенсија Батисте у кубанској политици, који ће трајати 25 година. Иако је иза сенке учествовао у важним државним питањима, за председника се кандидовао тек 1940. У мају 1934. године, Платов амандман је укинут, мада су САД одбиле да се одрекну права на војну базу у заливу Гвантанамо. Упркос успешном државном удару, Батиста и тадашњи председник Карлос Мендијета су и даље имали противнике међу званичницима на Куби. Честе демонстрације и покушаји дестабилизације власти узроковали су појачану војну контролу у држави.
Година 1940. је значајна и због формирања новог Устава, који је имао социјалдемократски садржај. Радници су добили право на осмочасовни радни дан, месечну плату и пензију, осигурање и накнаду у случају повреде. Право гласа на изборима добили су сви старији од 20 година. По први пут у историји државе, право да гласају добиле су и жене. Устав је забрањивао дотадашњу нетрпељивост према црној раси; расне поделе у политици више нису биле могуће. Донете су и многе реформе у друштвеном и економском смислу, а једна од њих било је обезбеђено осмогодишње школовање за сву децу.
Куба је почетком децембра 1941, након напада на Перл Харбор, објавила рат Нацистичкој Немачкој, Јапану и Италији. Њиховим званичницима на Куби је наређено да напусте острво у фебруару. Сједињеним Америчким Државама су уступљени аеродроми. Куба је потписала и уговор са Мексиком који се односио на заједничку одбрану од немачких U-подморница. Ипак, значајнијих војних акција кубанске војске у Другом светском рату није било.
Први Батистин мандат се завршио 1944. Наредних осам година провео је у САД. За председника се поново кандидовао 1952. године. Увидевши да резултати не иду у његову корист, Батиста је извео нови државни удар 10. марта 1952. Избори предвиђени за 1. јун исте године били су одгођени и држава је постављена под војну власт са Батистом на челу. Преотимање власти 1952. било је дискретно подржано од стране САД. Батиста је формално проглашен за председника на изборима одржаним 1954. и остао је на тој позицији до 1959.

### Кубанска револуција и комунистичка власт (1959—)
Фулхенсио Батиста је спроводио диктатуру на Куби, посебно током свог другог мандата. Његова владавина била је прожета многим друштвеним проблемима. Батиста је прилику пружио америчким инвеститорима који су вршили енормна улагања у привреду Кубе, првенствено у индустрију шећера. Корупција на Куби доживела је процват за време Батистиног мандата. Све већи део прихода односио се на нелегалне активности, организовани криминал и клађење. Изражена корупција претила је да угрози дотад пријатељске односе са Сједињеним Америчким Државама.
Током педесетих година 20. века, формиран је велики број група које су се залагале за рушење диктатуре. Долазак Фулхенсија Батисте на чело државе сматрали су нерегуларним. Најистакнутији његов противник био је млади кубански адвокат Фидел Кастро. Он је 1952. покренуо судски поступак против Батисте, у ком га је окривио за кршење Устава из 1940. и насилно отимање власти. Случај је био игнорисан. Када су схватили да дипломатске мере неће довести до промена, Батистини противници су се окренули планирању оружаних напада као средства за постизање циља. Први такав напад догодио се 26. јула 1953, само годину дана након што је Батиста извршио државни удар и преузео контролу над Кубом. Тада су Фидел Кастро, његов млађи брат Раул и још око 150 наоружаних побуњеника напали касарну Монкада у Сантијагу. Напад се завршио неуспехом, са великим бројем погинулих и ухапшених. Упркос поразу, Фидел Кастро је офанзивом на касарну Монкада најавио почетак Кубанске револуције.
Браћа Кастро су ухапшена непосредно након напада на касарну Монкада. Обојица су осуђени на вишегодишње затворске казне, али су 1955. године ослобођени под великим притиском јавности на Батистину власт. Потом су се преселили у Мексико, где су са осталим ослобођеним побуњеницима планирали нове акције против Фулхенсија Батисте. У Мексику се Кастру представио и приближио његов будући сарадник и пријатељ, аргентински лекар Ернесто Че Гевара. Гевара је уз браћу Кастро и Камила Сјенфуегоса предводио круцијалне акције у годинама које су уследиле.
Кастро је 1955. формирао групу под именом Покрет 26. јул (шп. Movimento 26 de Julio). Циљ овог покрета био је преузимање власти на Куби. Спровођење плана започето је у новембру 1956. године, када се око 80 побуњеника на броду Гранма из Мексика запутило према јужној обали Кубе. По доласку на острво, Кастрови људи су се ширили копном кроз шуме планинског венца Сијера Маестра. Покрет 26. јул је у наредне две године прерастао у главну револуционарну групу на Куби. Када су се револуционари пробили кроз планине до града Санта Клара, Батиста је био приморан да побегне из Кубе 1. јануара 1959. Кастров покрет је тријумфално ушао у Хавану 8. јануара 1959. и тако преузео власт над државом.
Влада Двајта Ајзенхауера је подржала Кастрово преузимање власти на Куби, али су односи између две државе постајали све хладнији. Започете су реформе какве је Кастро и обећао. Здравство и школство су постали бесплатни за све грађане Кубе. Нова влада је извршила и земљишне реформе; национализовала је већину власништва страних компанија, као и домаћих богаташа. У време тријумфа Револуције, 75% кубанске земље је било у власништву странаца и то првенствено америчких држављана, па је резултат реформи било погоршање односа са САД. Закључено је да се интереси Сједињених Држава на Куби не могу одржавати док је Кастро на власти и одобрено је планирање његовог свргавања. Одговор на Кастрове аграрне реформе било је увођење санкција Куби од стране САД, међу којима је најзначајнија потпуна обустава трговине између ове две земље. Делимично решење за ову ситуацију понудиле су државе Источне Европе и Совјетски Савез, обавезујући се на куповину неколико милиона тона шећера које су раније биле тржиште америчких купаца. Овај споразум Фидел Кастро је потписао са премијером Совјетског Савеза Анастасом Микојаном у фебруару 1960.
Кастро се првобитно није декларисао као комуниста, али су га снажне везе са Совјетским Савезом касније приволеле да на тај начин организује власт, по угледу на Совјетски Савез. Наде да ће се Кастро одрећи комунизма пропале су након неуспешне Инвазије у Заливу свиња у пролеће 1961. Тада су кубанске избеглице из САД праћене Америчком морнарицом направиле покушај искрцавања на јужну обалу Кубе. Инзавију су подржавали Централна Обавештајна Агенција и тадашњи председник Џон Ф. Кенеди. Операција је завршена потпуним неуспехом нападача; више од стотину Кастрових противника је убијено, а преко хиљаду заробљено. Кастро је у децембру исте године изјавио да чврсто верује у комунистичке идеје.

Развој Кубе у комунистичку силу и совјетског савезника био је битан фактор у току Хладног рата. Ситуација у Карипском мору била је најнапетија у октобру 1962, када су примећене совјетске нуклеарне ракете R-12 на подручју Сан Кристобала, на истоку Кубе. Истовремено, САД су своје нуклеарно оружје распоредиле око Италије и Турске. Проблем је решен дипломатским путем. Председници двеју држава, Џон Ф. Кенеди и Никита Хрушчов постигли су договор о обостраном уклањању нуклеарних ракета, уз обећање САД да у будућности неће напасти Кубу без оправданог политичког разлога.  Тако је избегнут сукоб светских размера. Верује се да је Кубанска ракетна криза из 1962. моменат у ком је свет био најближи нуклеарном рату. Још један од планова за свргавање Кастрове владе била је Операција Нортвудс, у којој су војни лидери САД предлагали да се исценира терористички напад на САД да би се добило оправдање за инвазију Кубе. Оваква акција би за последице имала потенцијално велик број америчких цивилних и војних жртава. Идеју је америчком секретару за одбрану Роберту Мекнамари предочио начелник Заједничког штаба САД Лиман Лемницер 13. марта 1962. Операција никад није спроведена јер није одобрена од стране председника Кенедија. Амерички писац и новинар Џејмс Банфорд сматра да је Операција Нортвудс могуће најпокваренији план који је америчка власт икад смислила.
Куба је по успешној револуцији започела учешће у многим ратним дешавањима широм планете. Циљ је био пружање подршке Совјетском Савезу и осталим комунистичким силама током Хладног рата. Највећу активност кубанска војска имала је на афричком континенту. Кастро је подржао Алжир у пограничном сукобу са Мароком у октобру 1963. Добре односе са Кубом градио је у то време председник Алжира, револуционар Ахмед ибн Бела чија су се социјалистичка схватања подударала са Кастровим. Војну подршку од Кубе добио је и Народни покрет за ослобођење Анголе (MPLA) у Анголском грађанском рату који је почео средином седамдесетих година 20. века. Комунистичке и анти-колонијалне идеје MPLA биле су разлог да се велики број кубанских трупа распореди у Анголи и оне су допринеле победи социјалистичког покрета. Дејства кубанских војника у Анголи изазвала су реакцију Јужноафричке Републике, која је заједно са САД помагала Националну унију за потпуну независност Анголе (UNITA). Године 1987. дошло је до Битке код Квито Кванавалеа, чији је резултат био повлачење јужноафричких и кубанских снага са подручја Анголе 1991. године. После успешних интервенција у Анголи 1976, Фидел Кастро је своју војску преусмерио ка Етиопији. Куба је сарађивала са Етиопијом у Огаденском рату против Сомалије. У конфликт се укључила у марту 1977. Етиопија је, уз финансијску помоћ Совјетског Савеза и око 16,000 Кастрових војника, повратила контролу над највећим делом окупиране територије и сомалијске трупе су се повукле из Огадена. Кубанске трупе током шездесетих и седамдесетих година биле су присутне и у осталим деловима Африке. Кастро је помагао и револуционарне покрете у Централној Америци (Никарагва, Гватемала, Салвадор) и на Блиском Истоку (Сирија, Јужни Јемен).
Неколико наредних деценија Куба је добијала значајну помоћ Совјетског Савеза, највише преко размене шећера за нафту коју је Куба даље пласирала на светско тржиште.

### Прелазни период
Распадом Совјетског Савеза 1991. године Куба је доживела тежак економски ударац и проглашен је „специјални период“ опоравка. Иако су ММФ и Светска банка одбиле да пруже помоћ Куби, кубанска привреда се није урушила и, иако су економски показатељи и даље нижи него 1989. године, осећа се спор, али стабилан економски напредак.
Американци су прогласили трговински ембарго против Кубе, који се односи на извоз све робе (осим лекова и хране) на Кубу. Највећи број путовања Американаца на Кубу је забрањен (туристичка путовања су забрањена законом). Американци који путују на Кубу то чине кришом, путујући преко Мексика, Канаде или Бахама.

## Географија
Куба је архипелаг у Атлантском океану, сачињен од око 4,195 острва. Два највећа острва у овом архипелагу су острво Куба и Исла де ла Хувентуд. Куба је највеће острво у Карипском мору. Са површином од скоро 105,000 km²  чини око 96% укупне површине државе. Дужина главног острва од истока ка западу износи 1,250 km са просечном ширином од око 100 km. Друго по величини, Острво младости или Исла де ла Хувентуд, налази се у заливу Батабано и простире се на 2,200 km². Остатак копнене површине Кубе чине мања острва подељена у пет субархипелага, од којих се два налазе уз северну обалу, два уз јужну и један уз источну. Укупна дужина обале износи скоро 5,800 km. Обала је карактеристична по великом броју залива, који имају мале улазе али велике унутрашње површине, што их чини добрим лукама, јер добро бране копно од морских таласа.

### Положај
Куба се налази на Западној хемисфери Земље. Позиционирана је јужно од северног повратника, између 19° и 24° северне географске ширине и 74° и 85° западне географске дужине. Смештена је у Атлантском океану, на улазу у Мексички залив. Припада архипелагу Великих Антила и његово је најзападније острво. На западу је Ветровитим мореузом дугим 77 km одвојена од острва Хиспаниола и држава Хаити и Доминиканске Републике. Лоцирана је северно од Јамајке и Кајманских острва, јужно од Флориде и Бахама, а источно од мексичког полуострва Јукатан.

### Геологија
Геолошка историја Кубе бележи три кључне тектонске епизоде:
1. јурско раздвајање Северне и Јужне Америке (деоба Пангее) и пратећу еволуцију пасивне маргине, океанских седиментних наслага и магматских процеса;
2. седиментну, магматску и метаморфну еволуцију унутароцеанског кредно-палеогеног офиолитско-лучног комплекса;
3. палеогену „механичку колизију” и трансфер северозападног сегмента Карипске плоче (заједно са Кубом) ка Северноамеричкој плочи.

Дебеле секвенце јурско-кредних стена (конгломерати, пешчари, кречњаци, доломити, шкриљци) и међуслојевити базалти карактеришу наслаге пасивне маргине очуване у терену Гванигванико на западу острва и дуж обода платформе Бахама (северно од Кубе). Депозиција у оквиру пасивне маргине прекинута је крајем креде, када су тектонски процеси довели до формирања акреционих клинова сачињених од океанских лукова и офиолитских комплекса. Ове јединице су потом еродирале и испоручиле крупнозрнасте седименте (олистостроме и флиш), након чега је уследила карбонатна седиментација. Фрагменти океанске литосфере прото-карипског басена (повезане са Централним Атлантиком) и океанске литосфере предњих и задњих лучних система (карипске литосфере пацифичког порекла) јављају се у оквиру офиолитских јединица као тектонски одвојени сегменти, укључујући серпентинизоване харцбургите и дуните, тракасте и изотропне габре, као и базалте (толеитски и предњелучни базалти, локално са бонититима). Ови фрагменти су повезани са океанским седиментима који су се таложили од касне јуре (титон) до касне креде (конијак и млађе епохе).
Лучна магматска активност у кубанском сегменту Великих Антила довела је до формирања седиментних, вулканских и плутоних стена током кредног периода (приближно 135–70 милиона година). Нови вулкански лук настао је у источном делу Кубе током палеоцена и средњег еоцена. Кубанске лучне секвенце укључују острвско-лучне толеитске, калц-алкалне и алкалне бимодалне серије вулканских и плутоних стена. Остаци прото-карипске океанске литосфере појављују се у облику ексхумованих меланжних комплекса са еклогитским, плавошкриљчним и гранат-амфиболитским тектонским блоковима (најстарија старост ~120 милиона година), који су инкорпорирани у серпентинитску матрицу и интеркалирани са надвијеним офиолитским телима. Кредна магматска активност кубанског вулканског лука окончана је услед субдукције секвенци пасивне маргине Карипске плоче. Овај процес је резултирао формирањем високо деформисаних високопритисних метаморфних стена (~70 милиона година), када је Карипска плоча започела судар са Северноамеричком плочом. Колизиони процес, који је подразумевао надвијање офиолитских и лучних јединица преко субдуктованих и несубдуктованих секвенци пасивне маргине, такође је довео до формирања синорогених басена, који су наставили да се испуњавају седиментима до приближно 40 милиона година. Ова орогенска зона је касније прошла кроз фазе локалног уздизања и потапања, што је резултирало формирањем посторогених континенталних басена од касног еоцена до данас.

### Рељеф
Рељефом Кубе доминирају равнице, које чине две трећине укупног копна и просечна надморска висина им је 100 m. Планински ланци су изоловани и релативно ниски. Једино на источном делу острва, у провинцијама Сантијаго де Куба, Гранма и Гвантанамо, просечна висина планина прелази 1,200 m. Најважнији планински ланац на Куби је Сијера Маестра, значајна како у географском, тако и у историјском смислу. Протеже се дуж јужне обале. Највиши врх овог ланца је уједно и тачка са највећом надморском висином на острву — Пико Туркино са висином од 1,974 m. Планинских предела има и у осталим деловима земље. Између њих налазе се простране равнице од којих су многе глиновите. Најплодније тло се налази у централном делу острва. Далеко сиромашније тло одликује крајњи источни дио, као и провинцију Пинар дел Рио на западу. Највећи проблеми тла на Куби су суше и салинизација. Мала количина падавина захвата 37% укупне површине или око 4 милиона хектара. Накупљање соли у земљишту је проблем присутан углавном у приобалним пределима. Узгојни потенцијал осталог кубанског тла је скроман, с обзиром да је и оно подложно ерозивним променама и салинизацији.

### Воде
Реке и потоци на Куби су углавном кратког тока због уског и издуженог облика острва. Већина река извире у средишњем делу и тече ка северу или југу. Најдужа река на Куби је река Кауто. Извире у планинским пределима Сијера Маестре на истоку и тече према јужној обали, где се улива у залив Гваканајабо. Дуга је 370 km. На Куби се може наћи и мањи број лагуна и језера, од којих је најпознатија Млечна лагуна. Природне и вештачке воде заузимају око 3% укупне копнене површине Кубе.

### Флора и фауна
Тропска острвска клима погодује развоју многих биљних и животињских врста. Куба има разнолика природна стаништаː шуме, травњаке, мочваре, џунгле, коралне гребене и мање пустињске површине. Четвртина Кубе је прекривена шумском вегетацијом. Врсте дрвећа које преовлађују су палме и борови. Једно од највиших дрвећа на Куби је сеиба, чија висина досеже и 60 m. Трећину укупног дрвећа на Куби чине мангрове, чије се шуме успешно развијају у влажним приобалним појасима и лагунама. По читавој држави се може срести и кубанска краљевска палма (лат. Roystonea regia), национално дрво на Куби.

Једно од најзначајнијих мочварних предела у Карибима је резерват природе Запата на западном делу Кубе у провинцији Матанзас. Станиште је многих специфичних биљака и животињских врста, од којих су најпознатији ендемични кубански крокодил (лат. Crocodylus rhombifer) и пчела-колибри (лат. Mellisuga helenae), најмања птица на планети. Национална птица је кубански трогон (лат. Priotelus temnurus), чије се боје подударају са оним на државној застави. Такође се сматра ендемском врстом.
- Пчела-колибри
- Кубански трогон
- Кубански крокодил

### Клима
Клима Кубе је тропска и погодна за узгој шећерне трске. Средња годишња температура је 25 °C, са екстремним летњим врућинама и високом влажношћу ваздуха, праћена ветровима који дувају из суптропских зона ка екватору.
Најхладнији месец у години је јануар, са просечном температуром од 22.5 °C, а најтоплији август са температуром у просеку 27.8 °C. Већи део годишњих падавина (у просеку 1.320mm) излучи се током влажне сезоне која траје од маја до октобра. У августу, септембру и октобру повремено се јављају урагани.

## Политика
Куба је комунистичка (социјалистичка) држава, или парламентарна република предвођена Комунистичком партијом Кубе. Фидел Кастро је био на челу државе и владе од 1959. године. Он је вршио функцију шефа државе, шефа владе, првог секретара Кубанске комунистичке партије, као и врховног заповедника Кубанских оружаних снага. Фебруара 2008. Фидел Кастро се повукао са функције председника. За новог председника Кубе је изабран његов брат Раул Кастро, 24. фебруара 2008. Фидел је задржао функцију првог секретара Кубанске комунистичке партије. Западни медији преношење власти са старијег на млађег брата називају „комунистичка династија Кастро“.
Кубански једнопартијски парламент, Национална скупштина народне силе (шп. Asamblea Nacional del Poder Popular), има 609 чланова. Они се бирају сваких 5 година. Комунистичка странка је једина легална политичка странка на Куби. Она држи водеће функције у управи земље, укључујући и судство. Кључна политичка питања политичког живота на Куби укључују илегалну емиграцију Кубанаца у САД, економски ембарго који је САД наметнуо Куби и хапшење политичких дисидената.
На Куби поред једине парламентарне Комунистичке партије Кубе, постоје и друге законски формално регистроване политичке странке којима није правно омогућено да уђу у парламент Кубе. Ниједној политичкој странци није дозвољено да води кампању нити да промовише кандидате за парламентарне изборе, укључујући и политичке странке са комунистичким префиксом у свом називу, осим Комунистичке партије Кубе. Према важећим правним актима, кандидати за парламент бирају се на индивидуалном референдуму, који има законску основу формалног укључивања политичких странака у политички живот. На основу тога, опозиционе политичке странке присутне су у минорној мери у власти локалних самоуправа на Куби. У пракси се бира већина кандидата за локалне самоуправе из редова Комунистичке партије Кубе. Као резултат тога, политички митинзи опозиционих странака јављају се спорадично на острву. Кубански закон такође предвиђа да је кажњиво примање новчаних средства од страних влада других држава у сврху политичке организације.
Дана 19. априла 2018, кубански парламент је предлогом Раула Кастра изабрао Мигела Дијаза Канела за новог председника Кубе, чиме је та острвска држава после 60 година добила председника који се не презива „Кастро".
Република Куба је 25. септембра 2022. одржала референндум о увођењу амандмана на Устав, конкретно на члан 36. који не признаје истополне бракове. Резултат референдума је 67% изашлих гласало за увођење амандмана. Овим влада добија потребан легитимитет за признавање истополних бракова као и право истих на усвајању деце, пошто Устав захтева одржавање референдума за сваки амандман.

## Привреда
Привреда Кубе је под централним надзором политичке власти. У последњих неколико година спроведене су мање реформе да би се смањила неликвидност, повећала ефикасност предузећа и отклонила стална несташица хране и још неких основних средстава.
У раздобљу од 1989. до 1993. године БДП је пао за 35%, као резултат распада Совјетског Савеза, највећег Кубанског трговачког партнера. Након лаганог опоравка у следећих неколико година, 1999. године БДП је повећан 6,3%, као резултат великог успона туризма.
Кубанска привреда се данас заснива на три најважније привредне гране: пољопривреда (дуван, шећер, лимун), рударство (никл) и туризам.
Главни кубански трговински извозни партнери су Холандија, Канада и Кина, а највише се увози из Венецуеле, Шпаније и САД.

### Туризам
Привреда Кубе се нагло развија због туризма који се сваке године све више повећава. Средином 1990-их, туризам је постао примарна грана привреде у Куби.
Многи званичници из Кубе говоре како је туризам „срце кубанске привреде“, а туризам је један од главих преокупација кубанске организације за развој.
Око 1,9 милиона туриста посетило је Кубу 2003. године, што је привреду обогатило за 2,1 милијарду долара. Већина туриста долази из Канаде и земаља Европске уније. У популарне туристичке дестинације спадају Варадеро, Кајо Коко и Хавана.

## Покрајине
Куба је подељена на 15 покрајина и 169 општина, уз једну специјалну општину, Исла де Хувентуд.

## Административна подела
| |                                                                                                  |
| 1. Исла де Хувентуд 2. Пинар дел Рио 3. Покрајина Хавана 4. Сиудад де ла Хавана (град Хавана) 5. Матанзас 6. Сјенфуегос 7. Виља Клара 8. Санкти Спиритус | 1. Сијего де Авиља 2. Камагеј 3. Лас Тунас 4. Гранма 5. Олгин 6. Сантијаго де Куба 7. Гвантанамо |

## Становништво
Староседеоци Кубе су Сајбонеји, Гванахатабеји и Острвски Араваци. На територији Кубе живи око 11.177.743 становника, према попису из 2002. године. Велик број Кубанаца живи у иностранству, углавном на Флориди (САД) око 1.000.000.
У последних педесет година стопа раста броја становника износи 4,3 промила. Просечна густина насељености је 96 становника/km². У урбаним подручјима живи 77%, а у руралним 23% становништва.
Куба је мултирасно друштво. Највећа организована религија је католицизам. Сантерија је религија која је мешавина старих афричких религија и католицизма, и широко је распрострањена на Куби. По процени из 2000. године, природни прираштај у Куби је 0,39%. Званично, Куба је атеистичка држава.
Према попису из 2002. године, Куба има 11 177 743 становника. Већинско је бело становништво (65,5%), са тенденцијом пораста становништва афричког порекла и мулата. Подаци овог пописа су следећи:
- Белци: 65,05%
- Црнци: 10,08%
- Мулати: 24,86%

На Куби такође постоји и мала кинеска заједница, као и мала хаићанска заједница раштркана по целом острву, углавном у источним и централним деловима која одржава своје обичаје и традиције уз подршку локалних власти.
Просечан животни век Кубанаца је 75,6 година (78,1-жене; 73,3-мушкарци), а просечна старост је 35,1 година. Проценат становника старијих од 60 година и више: 14,7%, а однос мушкараца и жена је прилично уједначен: мушкарци: 49,97%; жене: 50,03%. Проценат становништва које живи у градовима је 75,9%
Стопа писмености је 95,7% (95,3%-жене; 96,2%-мушкарци).

### Највећи градови
| Хавана Сантијаго де Куба | 1.  | Хавана                 | Хавана            | 2.201.610 | Камагеј Олгин |
| Хавана Сантијаго де Куба | 2.  | Сантијаго де Куба      | Сантијаго де Куба | 423.392   | Камагеј Олгин |
| Хавана Сантијаго де Куба | 3.  | Камагеј                | Камагеј           | 301.574   | Камагеј Олгин |
| Хавана Сантијаго де Куба | 4.  | Олгин                  | Олгин             | 269.618   | Камагеј Олгин |
| Хавана Сантијаго де Куба | 5.  | Санта Клара            | Виља Клара        | 210.220   | Камагеј Олгин |
| Хавана Сантијаго де Куба | 6.  | Гвантанамо             | Гвантанамо        | 208.145   | Камагеј Олгин |
| Хавана Сантијаго де Куба | 7.  | Бајамо                 | Гранма            | 144.664   | Камагеј Олгин |
| Хавана Сантијаго де Куба | 8.  | Викторија де Лас Тунас | Лас Тунас         | 143.582   | Камагеј Олгин |
| Хавана Сантијаго де Куба | 9.  | Сјенфуегос             | Сјенфуегос        | 140.734   | Камагеј Олгин |
| Хавана Сантијаго де Куба | 10. | Манзаниљо              | Гранма            | 132.789   | Камагеј Олгин |

### Религија
Куба је за разлику од осталих земаља Централне и Јужне Америке мање религиозна. Иако већина становништва припада католичкој вери, само мали део је религиозан. Према процени Римокатоличке цркве, око 60% нације је те вере, али свега 10% их редовно присуствује обредима.
Политичке и социјалне промене које се на Куби дешавају вековима утицале су на развој религије међу становништвом. Покрштавање домородачког становништва започето је већ у уводним годинама шпанске владавине. Католички свештеници су пристигли са првим конкистадорима. Црква није била наклоњена људима које су освајачи ту затекли и имала је јаку везу са Краљевином Шпанијом. Већина свештеника се у Шпанију вратила након губитка контроле власти над Кубом 1898.
Развој хришћанства и католичке вере на Куби вековима је отежаван због компликоване политичке ситуације. То се нарочито осетило непосредно након Кубанске револуције из 1959, јер су САД и остале државе Латинске Америке увеле санкције које су Кубу изоловале од остатка Америке. Самим тим, напредовање и ширење католичанства било је онемогућено. Комунизам је додатно закомпликовао положај цркве.
Народ на Куби није био нарочито религиозан ни пре 1959. Становништво је прихватало католицизам, али мање од 10% их је присуствовало недељним служењима. Неки подаци указују на то да је половина популације пре Кубанске револуције припадала агностицизму. Афрокубанска и остале религије (јудаизам, хиндуизам, ислам) биле су ретко заступљене.
Мешање афричких и европских корена на Куби довело је до стварања религије која је специфична за кубански народ. Синкретичким спајањем елемената западноафричке Јоруба вере (са подручја данашње Нигерије, Бенина и Тога) и католичанства настала је ориша религија, на Куби позната и као сантерија. Пратиоци ове религије верују у орише, моћне силе које је на свет послао врховни творац Олодумаре. Ова религија нема централизовану организацију.

### Језици
Шпански језик је званични језик и говоре га сви Кубанци, иако постоје незнатне разлике у дијалектима три кубанске регије. Кубански шпански језик је углавном једнак јужноамеричкој верзији шпанског, међутим постоје речи и изрази у говору Кубанаца који су својствени само њима. Нпр. rembambaramba (=слободно за све); amarillo (=саобраћајац, јер саобраћајци на Куби носе жуте униформе) и сл. Енглески језик је популаран, његово учење у средњим школама је обавезно. Кубанци који су похађали школу за време бившег Совјетског Савеза говоре и руски језик.

## Култура
Куба је позната по:
- Цигарама, посебно маркама Хавана, Монте Кристо, Кохиба и Партагас.
- Руму, од којих је најпознатија врста Клуб Хавана (Havana Club). Ако је стар бар 7 година, рум добија атрибут стари (añejo). Рум се производи ферментацијом од сирупа шећерне трске.
- Кубанској музици и ритмовима, који су производ мешања многих музичких жанрова, афричких, шпанских и латиноамеричких, рецимо мамбо, конга, румба, ча-ча-ча, сон, нуева трова, хабанера, дансон и многи други.
- Песмама Гуантанамера, Заувек (Hasta Siempre), Можда, можда, можда (Quizás, quizás, quizás), Чан чан (Chan Chan) које су стекле светску славу. Посебну улогу у популаризацији кубанске музике играо је музички албум и истоимени филм Клуб Буена виста (Buena Vista Social Club).
- Старим америчким аутомобилима (нарочито типа Шевролет). По закону на Куби, забрањен је извоз ових аутомобила.
- Куба је позната по аргентинском револуционару Ернесту Гевари, боље знаном по надимку Че, који се са Фиделом Кастром борио у Кубанској револуцији.
- Националном спорту: Бејзболу. Кубанци се такође истичу одличним боксерима и атлетичарима.

### Празници и значајни датуми на Куби
| Датум                          | Назив                                                                                  |
| ------------------------------ | -------------------------------------------------------------------------------------- |
| 1. јануар (државни празник)    | Дан ослобођења                                                                         |
| 24. фебруар                    | Почетак другог Кубанског рата за независност 1895.                                     |
| 1. март                        | Годишњица напада на Председничку палату 1957.                                          |
| 8. март                        | Дан жена                                                                               |
| 19. април                      | Годишњица одбране у Заливу свиња                                                       |
| 1. мај (државни празник)       | Празник рада                                                                           |
| 26. јул (државни празник)      | Дан националне побуне                                                                  |
| 8. октобар                     | Годишњица смрти Ернеста Че Геваре 1967.                                                |
| 10. октобар (државни празник)  | Почео Први Кубански рат за независност 1868.                                           |
| 28. октобар                    | Годишњица смрти Камила Сјенфуегоса                                                     |
| 27. новембар                   | Годишњица егзекуције осам студената медицине од стране Шпанске колонијалне владе 1871. |
| 7. децембар                    | Годишњица смрти Антонија Масеа 1896.                                                   |
| 25. децембар (државни празник) | Божић                                                                                  |